# Королаз плямистобокий
Королаз плямистобокий (Cormobates leucophaea) — вид горобцеподібних птахів родини королазових (Climacteridae).

## Поширення
Ендемік Австралії. Поширений на сході країни. Мешкає у різноманітних лісах з переважанням евкаліпта.

## Опис
Тіло завдовжки 13-17 см, розмах крил 19-26 см. Вага тіла 22 г. Спина та крила темно-сірувато-коричневого кольору. Горло та груди білі. Черево та боки рябі. Самиця має коричневу пляму на щоках.

## Спосіб життя
Вид мешкає в евкаліптових лісах та рідколіссях різних типів. Осілі птахи. Активні вдень. У позашлюбний період трапляються невеликими групами до 8 птахів. Більшу частину дня проводять у пошуках поживи. Живляться комахами, їх личинками, яйцями та іншими безхребетними, збираючи їх на стовбурах, гілках та під корою дерев.
Моногамні птахи. Сезон розмноження триває з серпня до грудня. Гнізда будують у дуплах. Дно вистелюють травою та мохом. У гнізді 2-3 кремових яйця. Інкубація триває два тижня. Про пташенят піклуються обидва партнери.